# Schwarzburgo
Schwarzburgo (en alemán, Schwarzburg) es un municipio situado en el distrito de Saalfeld-Rudolstadt, en el estado federado de Turingia, Alemania. Tiene una población estimada, a fines de 2023, de 510 habitantes.
Es parte de la mancomunidad de municipios (en alemán, verwaltungsgemeinschaft) de Schwarzatal.